# Äthiopischer Wolf
Der Äthiopische Wolf (Canis simensis) oder Äthiopische Schakal ist der seltenste aller Wildhunde. In älterer Literatur findet man dieses Tier unter dem Namen „Abessinischer Fuchs“, doch dies ist wegen seiner Hochbeinigkeit und seiner systematischen Stellung ein unpassender Name.

## Merkmale

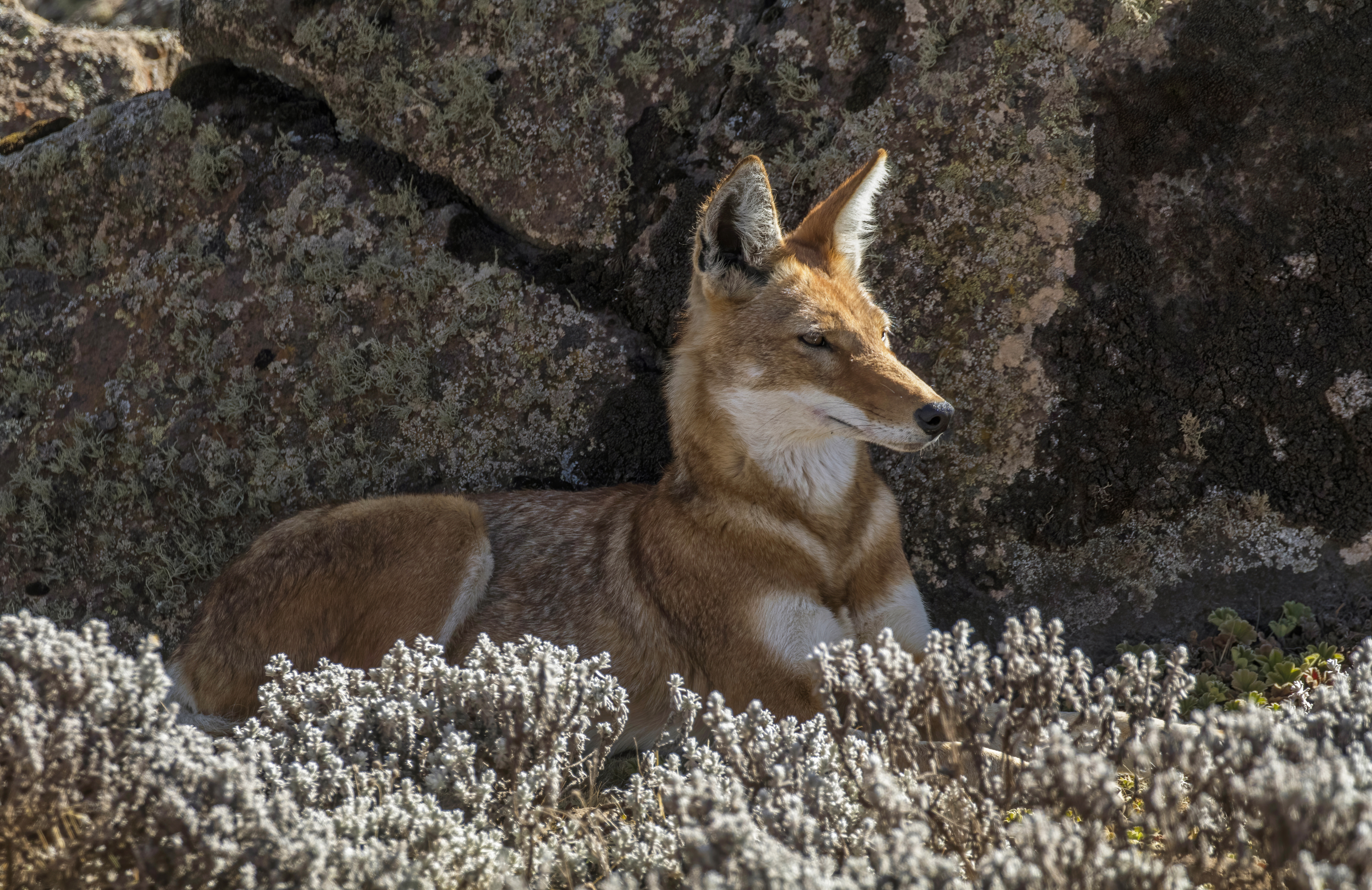
Äthiopischer Wolf auf dem Sanetti-Plateau (2017)

Die Gestalt ähnelt der eines Schakals. Der Äthiopische Wolf misst 1 m (Kopf-Rumpf-Länge) zuzüglich 30 cm Schwanz. Bis zur Schulter steht er 50 cm hoch. Sein Fell ist rotbraun, Kehle und Kinn sind weiß gefärbt. Die Schnauze ist lang gestreckt und fuchsartig. Sein Körpergewicht beträgt etwa 18 bis 20 Kilogramm.

## Lebensraum

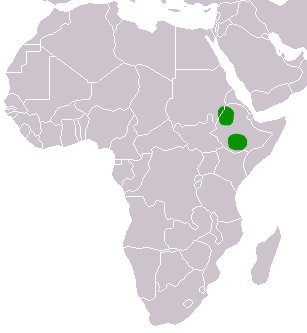
Verbreitungsgebiete des Äthiopischen Wolfes.

Verbreitet ist der Äthiopische Wolf ausschließlich in einigen Gebirgen Äthiopiens und des östlichen Sudan. Zentrum der heutigen Verbreitung ist der Bale-Mountains-Nationalpark. Die Habitate sind hochalpin und befinden sich in baumlosen Höhen zwischen 3000 und 4400 m.
Da sich in diesen Regionen die Felder einheimischer Bauern zunehmend höher in die Gebirge schieben, wird diesem Wildhund zunehmend seine Nahrungsgrundlage entzogen, denn den neuentstehenden Nutzflächen müssen die nagetierreichen Grasflächen weichen. Nach einer Schätzung des Jahres 2006 gibt es nur noch etwa 700 Individuen dieser Art, die damit als stark bedroht einzustufen ist.

## Lebensweise
Der Äthiopische Wolf ist in seiner Ernährung weniger vielseitig als andere Hunde. Zu 96 % ernährt er sich von Mäusen und Ratten. Die Afrikanische Maulwurfsratte ist dabei seine Hauptbeute. Die restlichen 4 % des Nahrungsspektrums werden von Graumullen, anderen kleinen Nagern, Jungvögeln, Vogeleiern, Zwergantilopen und Aas abgedeckt. Meistens wird der Äthiopische Wolf seiner Beute habhaft, indem er sie aus ihrem Bau gräbt.
Wie auch andere Vertreter der Gattung Canis lebt der Äthiopische Wolf in Rudeln, die von einem Alpha-Paar geführt werden und aus zwei bis dreizehn Mitgliedern bestehen können. Gemeinsam patrouillieren sie jeden Morgen an den Grenzen ihrer Reviere. Trotzdem geht der Äthiopische Wolf anschließend allein auf die Pirsch und nutzt bei der Jagd nicht die Überlegenheit einer Gruppe für den Nahrungserwerb. Oft lauern sie eher nach Katzenart bewegungslos vor einem Bau, bis ihre Beute aus dem Loch kommt und springen dann ihr Opfer an. Dscheladas (Theropithecus gelada) tolerieren die Anwesenheit von Äthiopischen Wölfen. Diese steigern ihren Jagderfolg, indem sie zwischen den Primaten nach aufgescheuchten Nagetieren jagen.
Ein Team der University of Oxford beobachtete Äthiopische Wölfe beim Lecken von Nektar an Blüten der Fackellilie Kniphofia foliosa. Dabei fanden sich in verschiedenen Rudeln Tiere, die dieses Verhalten zeigten. Bis zu 30 Pflanzen nacheinander wurden von einzelnen Tieren aufgesucht. Dabei blieb auch Pollen im Bereich der Schnauze hängen, was die Frage nach der Rolle Äthiopischer Wölfe als Bestäuber aufwirft.
Im Gegensatz zu den meisten anderen Wildhunden ist er tagaktiv.

## Evolution und Systematik
Der Äthiopische Wolf wird der Gattung der Wolfs- und Schakalartigen (Canis) als Canis simensis zugeordnet. Dabei werden mit der Nominatform Canis simensis simensis sowie C. simensis citernii zwei Unterarten unterschieden.
Im Rahmen der Vorstellung der Genomsequenz des Haushundes wurde von Lindblad-Toh et al. 2005 eine phylogenetische Analyse der Hunde (Canidae) auf der Basis molekularbiologischer Daten veröffentlicht. Der Äthiopische Wolf wird dabei einer Klade aus dem Goldschakal (C. aureus), dem Kojoten (C. latrans) sowie dem Wolf (C. lupus) und dem Haushund (C. lupus familiaris) gegenübergestellt. Im Rahmen dieser Darstellung wurde die Monophylie der Wolfs- und Schakalartigen (Gattung Canis) angezweifelt, da der Streifenschakal (Canis adustus) und der Schabrackenschakal (Canis mesomelas) als Schwesterarten als basalste Arten allen anderen Vertretern der Gattung sowie zusätzlich dem Rothund (Cuon alpinus) und dem Afrikanischen Wildhund (Lycaon pictus) gegenübergestellt werden. Der Streifenschakal und der Schabrackenschakal sind deshalb in die Gattung Lupulella verschoben werden, damit Canis als monophyletische Gattung Bestand hat.

## Gefährdung und Schutz

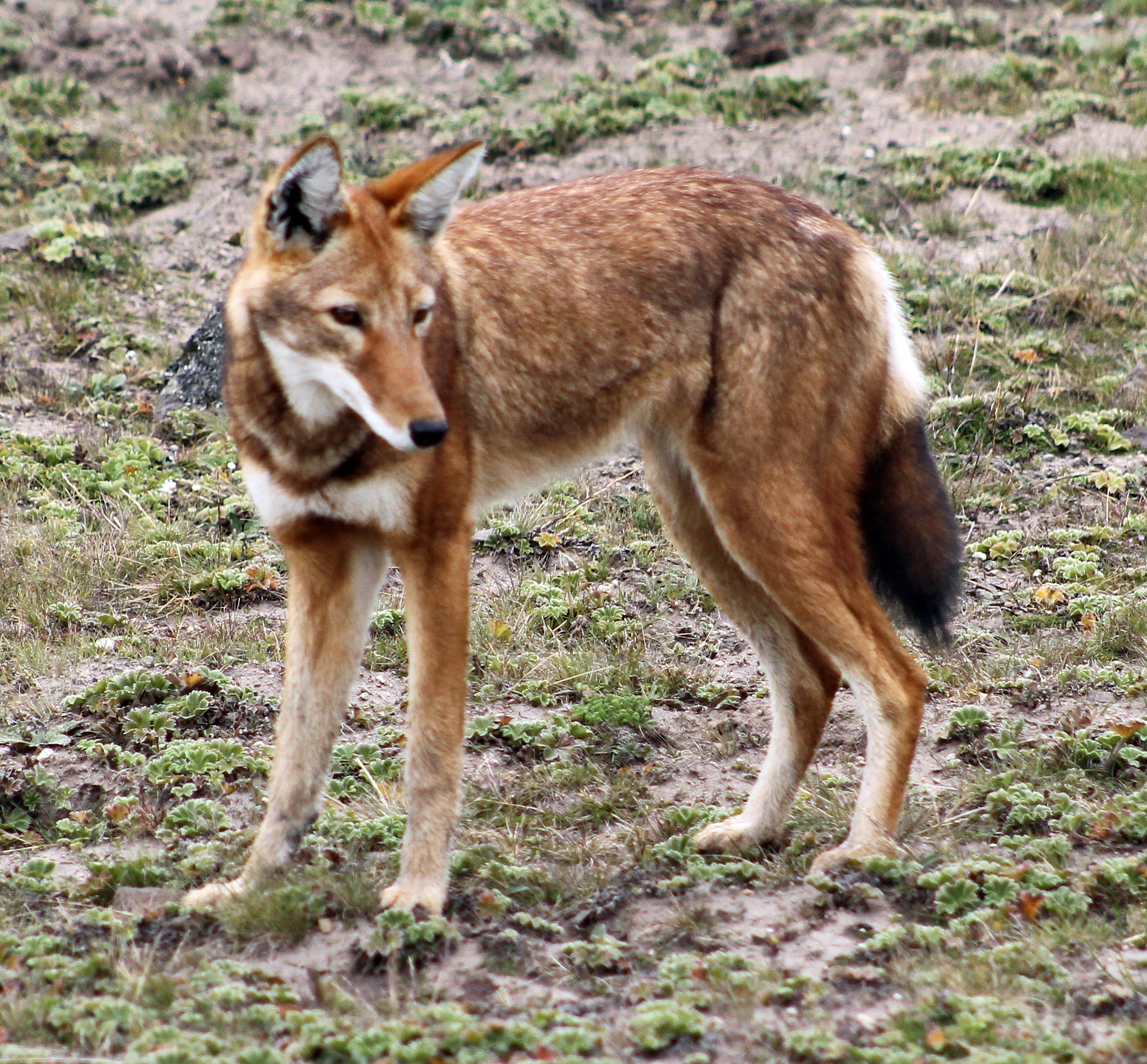
Äthiopischer Wolf

Der Äthiopische Wolf wird von der International Union for Conservation of Nature and Natural Resources (IUCN) als bedroht (endangered) eingestuft. Neben der zunehmenden Verringerung der Nahrungsgrundlage sind Krankheiten wie Tollwut und Staupe das größte Problem für den Äthiopischen Wolf. Diese Krankheiten wurden und werden auch aktuell von den herumstreunenden Hunden der Hirten eingeschleppt. Ein Ausbruch der Tollwut dezimierte 1990 in nur zwei Wochen die bis dato größte Population von ca. 440 Tieren auf unter 160, ein weiterer Ausbruch erfolgte im Jahre 2003.
Claudio Sillero-Zubiri, ein Zoologe von der University of Oxford, und Alastair Nelson von der Zoologischen Gesellschaft Frankfurt bemühen sich nunmehr um die Erhaltung der Art, insbesondere durch ihren Einsatz für eine Impfung gegen Tollwut. Da jedoch in Äthiopien eine Schluckimpfung in Form der in Europa üblichen Anwendung von mit dem notwendigen Impfstoff versehenen Ködern nicht zugelassen ist, versuchte man zunächst, jedes einzelne Tier für eine Impfinjektion einzufangen. Doch dieser Aufwand war von den Teams kaum zu schaffen, weshalb man dazu übergegangen ist, an Stelle der Wölfe die Hunde der Hirten zu impfen.
Ende 2008 ist es erneut zu einem Tollwutausbruch gekommen. Derzeit geht man davon aus, dass noch etwa 500 Individuen dieser Art leben.
Zum Schutz der Art wurden im Lande sieben Schutzgebiete ausgewiesen. Des Weiteren laufen mehrere Forschungsprojekte, um weitere Schutzmaßnahmen für die Art zu ermöglichen.

## Belege
1. ↑  Vivek V. Venkataraman, Jeffrey T. Kerby et al.: Solitary Ethiopian wolves increase predation success on rodents when among grazing gelada monkey herds. In: Journal of Mammalogy. Band 96, Nr. 1, 15. Februar 2015, doi:10.1093/jmammal/gyu013 (englisch).
2. ↑  Sandra Lai, Don-Jean Léandri-Breton et al.: Canids as pollinators? Nectar foraging by Ethiopian wolves may contribute to the pollination of Kniphofia foliosa. Open Access. In: John Pastor (Hrsg.): Ecology. Band 105, Nr. 12, 12. Dezember 2024, doi:10.1002/ecy.4470 (englisch).
3. ↑  Klaus-Peter Koepfli, John Pollinger, Raquel Godinho, Jacqueline Robinson, Amanda Lea, Sarah Hendricks, Rena M. Schweizer, Olaf Thalmann, Pedro Silva, Zhenxin Fan, Andrey A. Yurchenko, Pavel Dobrynin, Alexey Makunin, James A. Cahill, Beth Shapiro, Francisco Álvares, José C. Brito, Eli Geffen, Jennifer A. Leonard, Kristofer M. Helgen, Warren E. Johnson, Stephen J. O’Brien, Blaire Van Valkenburgh, Robert K. Wayne: Genome-wide Evidence Reveals that African and Eurasian Golden Jackals Are Distinct Species. In: Current Biology. 2015, doi:10.1016/j.cub.2015.06.060.
4. 1 2  Don E. Wilson & DeeAnn M. Reeder (Hrsg.): Canis simensis in Mammal Species of the World. A Taxonomic and Geographic Reference (3rd ed).
5. 1 2  Canis simensis in der Roten Liste gefährdeter Arten der IUCN 2012.2. Eingestellt von: J. Marino, C. Sillero-Zubiri, 2011. Abgerufen am 24. Januar 2013.
6. ↑  Kerstin Lindblad-Toh et al.: Genome sequence, comparative analysis and haplotype structure of the domestic dog. Nature 438, Dezember 2005; Seite 803–819. (Abstract).